# フロイド郡 (ケンタッキー州)
フロイド郡（英: Floyd County）は、アメリカ合衆国ケンタッキー州の東部に位置する郡である。2010年国勢調査での人口は39,451人であり、2000年の42,441人から7.0%減少した。郡庁所在地はプレストンズバーグ市（人口3,255人）であり、同郡で人口最大の都市でもある。フロイド郡は1800年に設立され、ジェイムズ・ジョン・フロイド大佐（1750年-1783年）に因んで名付けられた。

## 歴史
フロイド郡は1799年12月13日のケンタッキー州議会で成立された法により、州内40番目の郡として設立された。郡域はフレミング郡、モンゴメリー郡、メイソン郡のそれぞれ一部を合わせて設立された。州法は1800年6月1日付けで有効になった。郡名はジェイムズ・ジョン・フロイド大佐（1750年-1783年）に因んで名付けられた。郡庁所在地はプレストンズステーションとされ、後にプレストンズバーグと改名された。初代郡庁舎は1808年4月8日の火事で焼け、郡初期の記録の全てが焼失したので、郡の活動記録は1808年から始まっている。南北戦争のとき、プレストンズバーグ市は南軍の強固な陣地として使われ、近くで2つの戦闘が起こった。1861年11月8日のアイビーマウンテンの戦いと1862年1月10日のミドルクリークの戦いだった。どちらも北軍が勝った。

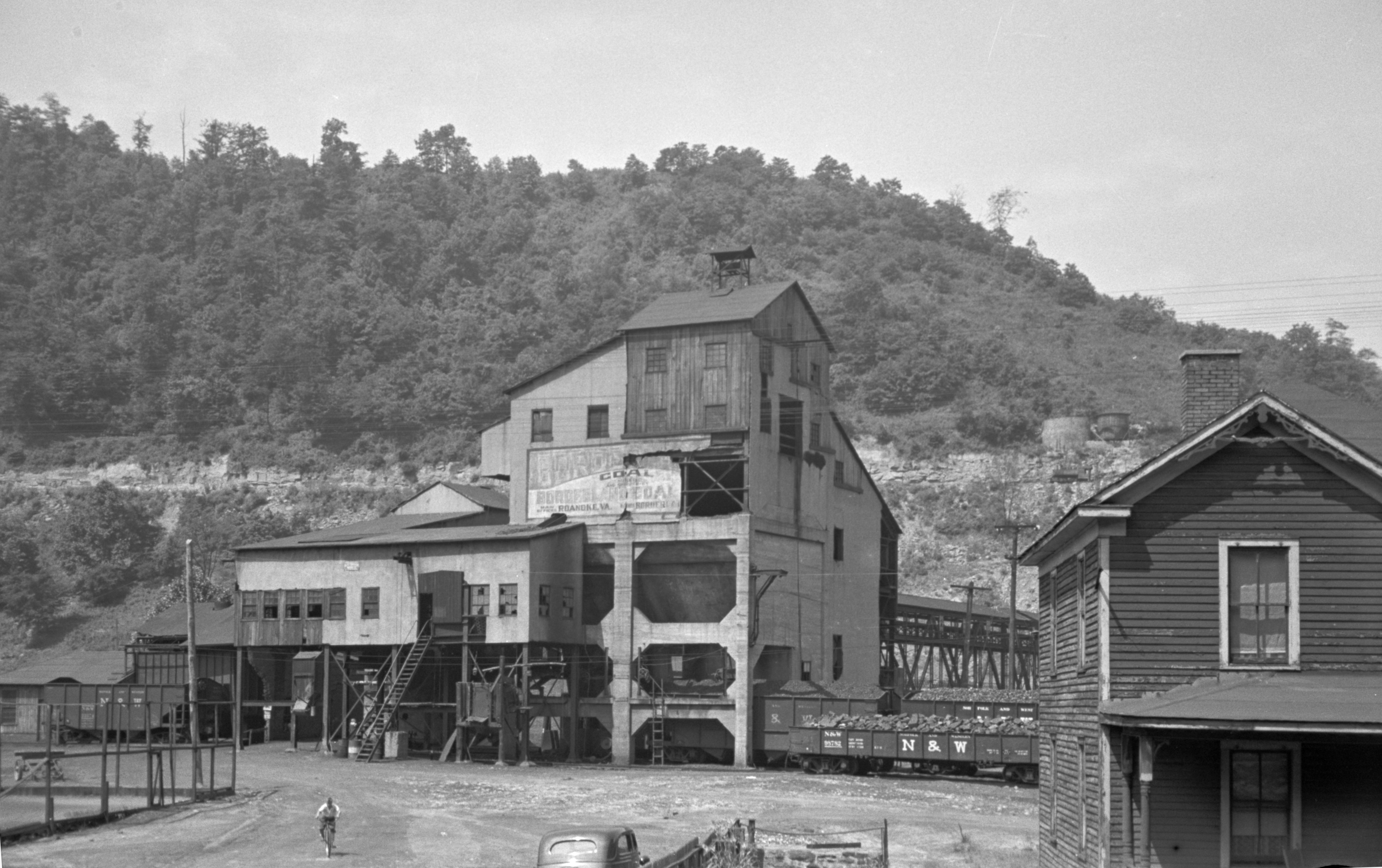
フロイド郡の炭鉱（1938年）

## 地理
アメリカ合衆国国勢調査局に拠れば、郡域全面積は395.46平方マイル (1,024.2 km2)であり、このうち陸地394.29平方マイル (1,021.2 km2)、水域は1.16平方マイル (3.0 km2)で水域率は0.29%である。

### 隣接する郡
- ジョンソン郡 - 北
- マーティン郡 - 北東
- パイク郡 - 東
- ノット郡 - 南西
- マゴフィン郡 - 北西

## 政治
フロイド郡は伝統的に民主党支持の郡である。1992年と1996年の大統領選挙ではビル・クリントンに65%以上の支持を与え、2000年と2004年の選挙でジョージ・W・ブッシュに38%以上の支持を与えることは無かった。2008年の場合は48年ぶりに共和党候補を支持した。アメリカ合衆国下院議員の選挙ではケンタッキー州第5区に属し、1981年以来共和党員のハル・ロジャーズが代表になっている。

## 人口動態
以下は2000年国勢調査による人口統計データである。
| 基礎データ - 人口: 42,441人 - 世帯数: 16,881 世帯 - 家族数: 12,272 家族 - 人口密度: 42人/km2（108人/mi2） - 住居数: 18,551軒 - 住居密度: 18軒/km2（47軒/mi2） 人種別人口構成 - 白人: 97.73% - アフリカン・アメリカン: 1.29% - ネイティブ・アメリカン: 0.12% - アジア人: 0.24% - 太平洋諸島系: 0.08% - その他の人種: 0.12% - 混血: 0.42% - ヒスパニック・ラテン系: 0.61% ケンタッキー州のメランジョンがフロイド郡のビッグリックと呼ばれる流域に多く住んでいる。 年齢別人口構成 - 18歳未満: 23.6% - 18-24歳: 9.4% - 25-44歳: 30.3% - 45-64歳: 24.5% - 65歳以上: 12.2% - 年齢の中央値: 37歳 - 性比（女性100人あたり男性の人口） - 総人口: 96.7 - 18歳以上: 95.0 | 世帯と家族（対世帯数） - 18歳未満の子供がいる: 33.0% - 結婚・同居している夫婦: 56.5% - 未婚・離婚・死別女性が世帯主: 12.3% - 非家族世帯: 27.3% - 単身世帯: 25.2% - 65歳以上の老人1人暮らし: 10.2% - 平均構成人数 - 世帯: 2.45人 - 家族: 2.93人 収入と家計 - 収入の中央値 - 世帯: 21,168米ドル - 家族: 25,717米ドル - 性別 - 男性: 30,242米ドル - 女性: 20,569米ドル - 人口1人あたり収入: 12,442米ドル - 貧困線以下 - 対人口: 30.3% - 対家族数: 26.9% - 18歳未満: 39.8% - 65歳以上: 20.5% |

## 都市と町
| - プレストンズバーグ - 郡庁所在地 - アレン - ベッツィレイン - マーティン | - ウェイランド - ウィールライト - デイビッド - ドリフト |

## 教育
郡内の公立学校はフロイド郡教育学区が管轄している。